# Дмитриевский сельсовет (Новосибирская область)
Дмитриевский сельсовет — сельское поселение в Татарском районе Новосибирской области Российской Федерации.
Административный центр — село Дмитриевка.

## История
Статус и границы сельского поселения установлены Законом Новосибирской области от 2 июня 2004 года № 200-ОЗ «О статусе и границах муниципальных образований Новосибирской области»

## Население
| 2002  | 2010  | 2012  | 2013  | 2014  | 2015  | 2016  |
| ----- | ----- | ----- | ----- | ----- | ----- | ----- |
| 1433  | ↘1275 | ↘1257 | ↘1235 | ↘1219 | ↘1212 | →1212 |
| 2017  | 2018  | 2019  | 2020  | 2021  |       |       |
| ↘1183 | ↘1178 | ↘1160 | ↘1141 | ↘1129 |       |       |

## Состав сельского поселения
| № | Населённый пункт | Тип населённого пункта       | Население |
| - | ---------------- | ---------------------------- | --------- |
| 1 | Безбожник        | деревня                      | ↘53       |
| 2 | Дмитриевка       | село, административный центр | ↘893      |
| 3 | Евгеньевка       | деревня                      | ↘151      |
| 4 | Забулга          | населённый пункт             | →0        |
| 5 | Степановка 2-я   | деревня                      | ↘178      |